# Señorío de Banias
El Señorío de Banias fue uno de los feudos establecidos en el Reino de Jerusalén. Estaba situado al este del Señorío de Torón, y dependía del Principado de Galilea.
Banias fue donado por los Hashshashin a Balduino II en 1128, quien lo dio en feudo a Raniero Brus. Luego pasó por matrimonio a Hunfredo II de Torón, quien vendió la mitad a la Orden del Hospital en 1157. Nur al-Din la conquistó en 1167, pero una parte fue tomada en 1176 y fue dado a Joscelino III de Edesa.

## Señores de Banias
- 1128-1138: Raniero Brus (fallecido en 1128).
- 1148-1157: Hunfredo II de Torón, yerno del anterior.
- 1157-1167: una parte fue vendida a los Caballeros Hospitalarios y una parte se fusionó con el señorío de Torón.
- 1167-1176: conquistado por el atabeg Nur al-Din de Alepo.
- 1176-1187: Joscelino III de Edesa.